# Gare de Pápa
La gare de Pápa (en hongrois : Pápa vasútállomás) est une halte ferroviaire hongroise, située à Pápa.